# Antoine-Louis Deffaudis
Antoine-Louis Deffaudis est un homme politique français né le 21 octobre 1786 à Paris et décédé le 26 mars 1869 à Versailles (Yvelines).
Baron, Conseiller d’État, il sert dans la diplomatie et est ambassadeur de France au Mexique de 1839 à 1842. Il est nommé pair de France le 4 mai 1845.

## Source
« Antoine-Louis Deffaudis », dans Adolphe Robert et Gaston Cougny, Dictionnaire des parlementaires français, Edgar Bourloton, 1889-1891 [détail de l’édition]